# St. Wonnow (Wonastow)

Kirche St. Wonnow

St. Wonnow ist eine anglikanische Pfarrkirche der Church in Wales in Wonastow, einer kleinen Ortschaft südwestlich von Monmouth in Wales. Die Kirche ist seit 1953 als Kulturdenkmal der Kategorie Grade II* eingestuft.

## Geschichte
Die dem bretonischen Heiligen Guénolé (Englisch Winwaloe, in der lokalen Abschleifung St. Wonnow) geweihte Kirche befindet sich an einem Standort, an dem bereits im 7. Jahrhundert eine erste Kirche errichtet worden sein soll. Die Gründung geht möglicherweise auf Missionstätigkeit der Abtei von Landévennec in der Region zurück. Das heutige Gotteshaus geht auf das 12. Jahrhundert zurück, erscheint aber als Ergebnis von grundlegenden Restaurierungsmaßnahmen durch den Besitzer des westlich an das Gotteshaus angrenzenden Herrensitzes Wonastow Court, Sir William Baronet of Chevet, in den Jahren 1863/65. Die nördliche Vorhalle wurde 1909 durch Arthur Grove hinzugefügt. Der gedrungene Eindruck des Kirchengebäudes entsteht durch das kurze Langhaus, dem sich ein gleichlanger Rechteckchor anschließt.